# 거품기

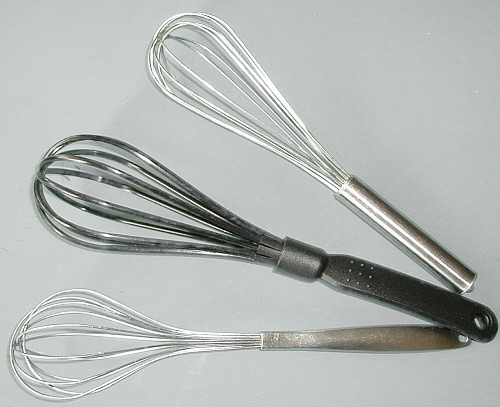
거품기

거품기(문화어: 거품채)는 달걀이나 크림 등을 저어서 거품을 내거나 섞을 때 쓰는 도구이다.

## 사진 갤러리

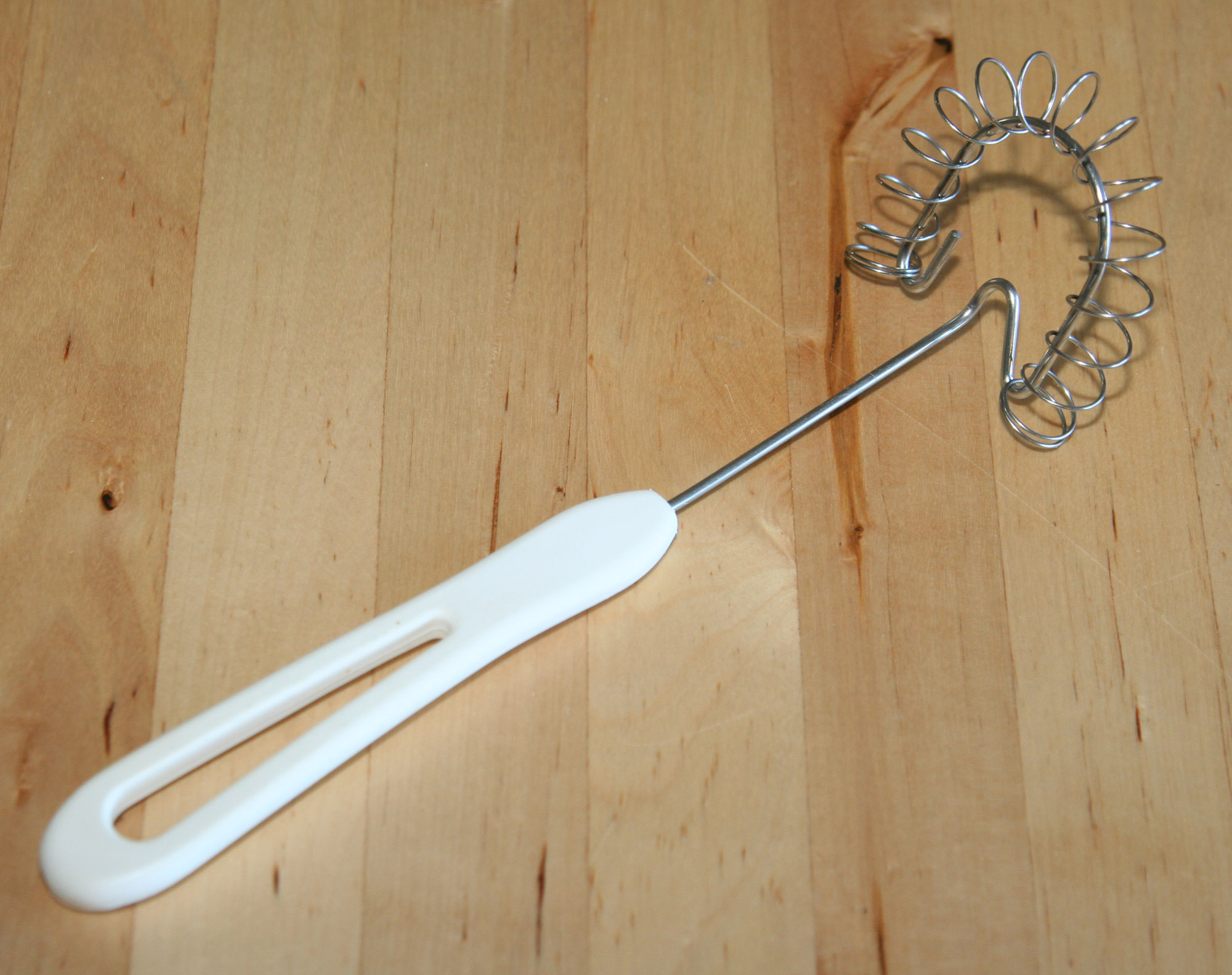
스프링 거품기
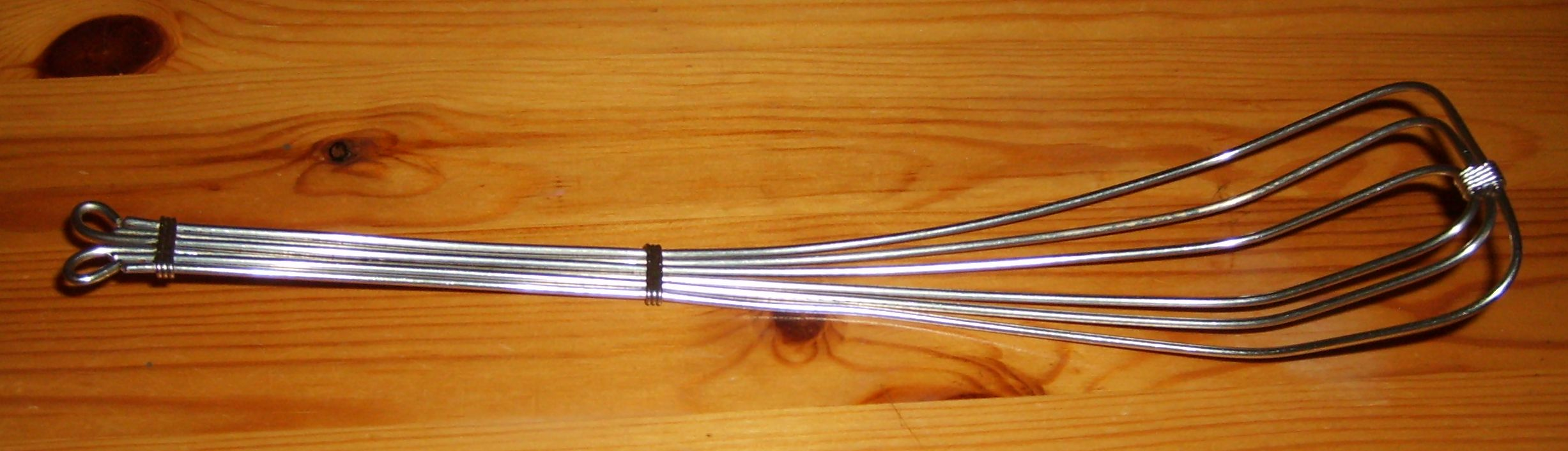
편형 거품기

## 같이 보기
- 전동 거품기